# Rhytachne
Rhytachne, biljni rod iz porodice Poaceae, dio je podtribusa Rhytachninae . Rod je raširen po tropskoj i južnoj Africi, Madagaskaru, južnom Meksiku i tropskoj Americi.

Pripadaju mu 12 vrsta od kojih su 3 jednogodišnje vrste i 9 trajnica. Kod deset vrsta nedostaje rizom dok je kod dvije vrste kratak.

## Vrste
1. Rhytachne furtiva Clayton
2. Rhytachne glabra (Gledhill) Clayton
3. Rhytachne gonzalezii Davidse
4. Rhytachne gracilis Stapf
5. Rhytachne guianensis (Hitchc.) Clayton
6. Rhytachne latifolia Clayton
7. Rhytachne megastachya Jacq.-Fél.
8. Rhytachne perfecta Jacq.-Fél.
9. Rhytachne robusta Stapf
10. Rhytachne rottboellioides Desv.
11. Rhytachne subgibbosa (Winkl. ex Hack.) Clayton
12. Rhytachne triaristata (Steud.) Stapf